# Distritos autônomos da Rússia
Os circuitos ou okrugs autônomos da Rússia (russo:  автономный округ, transl. avtonomny okrug), são um dos tipos de divisões federais da Rússia. Simultaneamente, estão subordinados a outras unidades da federação. São circuitos administrados como unidades separadas dos oblasts e krais, embora, ao mesmo tempo, possam ser considerados parte destes. Atualmente, o território russo possui quatro circuitos autônomos.
| N | Distrito Autônomo | Capital         | Subdivisão de que faz parte |
| - | ----------------- | --------------- | --------------------------- |
| 1 | Chukotka          | Anadyr          | -                           |
| 2 | Khantia-Mansia    | Khanty-Mansiysk | Oblast de Tiumen            |
| 3 | Nenétsia          | Naryan-Mar      | Oblast de Arkhangelsk       |
| 4 | Yamalo-Nenets     | Salekhard       | Oblast de Tiumen            |